# Gaikoku-bugyō
Les gaikoku-bugyō (外国奉行) sont les commissaires ou les « magistrats des affaires étrangères » nommés à la fin de l'époque d'Edo par le shogunat Tokugawa afin de superviser les relations commerciales et diplomatiques avec les pays étrangers. En substance, ils représentent le commencement de la création d'un ministère japonais des Affaires étrangères après la longue période d'isolement du Japon (sakoku).

## Contexte historique
Le système des gaikoku bugyō commence juste avant les négociations qui aboutissent au traité Harris. Les gaikoku-bugyō premiers nommés en août 1858 sont des fonctionnaires du bakufu chargés de conseiller le gouvernement sur les affaires étrangères et de mener des négociations avec des diplomates étrangers au Japon et à l'étranger. Il s'agit d'une position de haut rang, au statut à peu près équivalent à celui de kanjō-bugyō, ou exprimé différemment, le statut de cette fonction est légèrement inférieur à celui de daimyo. Le nombre de gaikoku bugyō varie, passant de cinq en 1858 à un maximum de treize, avec de grandes variations dans le nombre de fonctionnaires nommés au cours des années.
La position est souvent occupée en même temps que celle de kanjo-bugyō ou est occupée simultanément par ceux qui servent le bakufu en tant que gouverneur de l'un des grands ports (Nagasaki bugyō ou Kanagawa bugyō).
Il est mis fin au système des gaikoku bugyō en 1869 quand est formé le nouveau gouvernement de Meiji, mais une partie du travail de base de cette période s'avère utile au ministère japonais des Affaires étrangères naissant.
Quelque soixante-dix commissaires gaikoku bugyō sont nommés au cours de cette importante période. Hotta succède à Abe Masahiro, et dans ses courtes années à ce poste doit aborder la question du Traité de commerce et d'amitié (États-Unis - Japon) de 1858.
La genèse des gaikoku-bugyō date d'avant la création effective de la fonction.

### Kaibō-gakari
Le préfixe kaibō-gakari qui signifie « chargé de la défense maritime » est utilisé avec les titres de certains fonctionnaires du bakufu après 1845. Ce terme est utilisé pour désigner ceux qui portent une responsabilité particulière à la surveillance des eaux côtières, et par voie de conséquence, qui traitent des questions impliquant des étrangers, par exemple le kaibō-gakari-ōmetsuke qui sera plus tard remplacé par le terme gaikoku-gakari.

### Gaikoku-bōeki-toshirabe-gakari
Le rōjū Hotta Masayoshi forme un comité ad hoc de fonctionnaires bakufu ayant une connaissance spéciale des affaires étrangères et lui-même dirige ce groupe de travail. Il en nomme les membres en novembre 1856 et les charge de faire des recommandations sur les conditions d'ouverture des ports japonais. Les résultats de leurs délibérations vont devenir la base des négociations qui aboutissent finalement au traité de commerce et d'amitié entre le Japon et les États-Unis.

## Liste degaikoku bugyō
Le nombre de gaikoku bugyō varie au cours de l'époque d'Edo :
- Iwase Tadanari (1858)[5]
- Tsutsui Masanori (1858)[6]
- Inoue Kiyonao (1858-1859, 1862-1863, 1864)[5]
- Nagai Naoyuki (1858-1859), 1865-1867[7]
- Mizuno Tadanori (1858-1859, 1861-1862)[8]
- Hori Toshihiro (1858-1860)
- Watanabe Takatsuna (1859)
- Matsudaira Yasuhide (1859-1860, 1861-1863)
- Takemoto Masao (1859-1862, 1863-1864)[9]
- Sakai Tadayuki (1859-1860)
- Mizoguchi Naokiyo (1859-1860)
- Shinmi Masaoki (1859-1862)
- Matsudaira Yasunao (1860, 1861-1863)[10]
- Oguri Tadamasa (1860-1861)[7]
- Takenouchi Yasunori (1861-1864)[9]
- Okubo Ichio (1861-1862)[11]
- Abe Masatō (1862-1863)[12]
- Kawaji Toshiaki (1863)[13]
- Ikeda Nagaaki (1863-1864)[5]
- Kawazu Sukekuni (1863-1864)[13]
- Shibata Takenaka (1863-1868)
- Sasaki Akinori (1864)
- Tsuchiya Masanao (1864)
- Kinoshita Toshiyoshi (1865-1866)
- Kurimoto Joun (1865-1866, 1866-1867)[14]
- Yamaguchi Naoki (1865-1866, 1867)
- Asagara Masahiro (1865-1867)
- Gōhara Isaburo (1866)
- Hirayama Seisei (1866-1868)[15]
- Narushima Ryūhoku (1866)[16]
- Koide Hidezane (1866-1867)
- Tsukahara Masayoshi (1866-1867)
- Mukōyama Ippaku (1866-1868)
- Ishikawa Toshimasa (1867-1868)
- Hiraoka Jun (1867-1868)
- Narishima Hiroshi (1868)